# O Pavilhão das Peônias

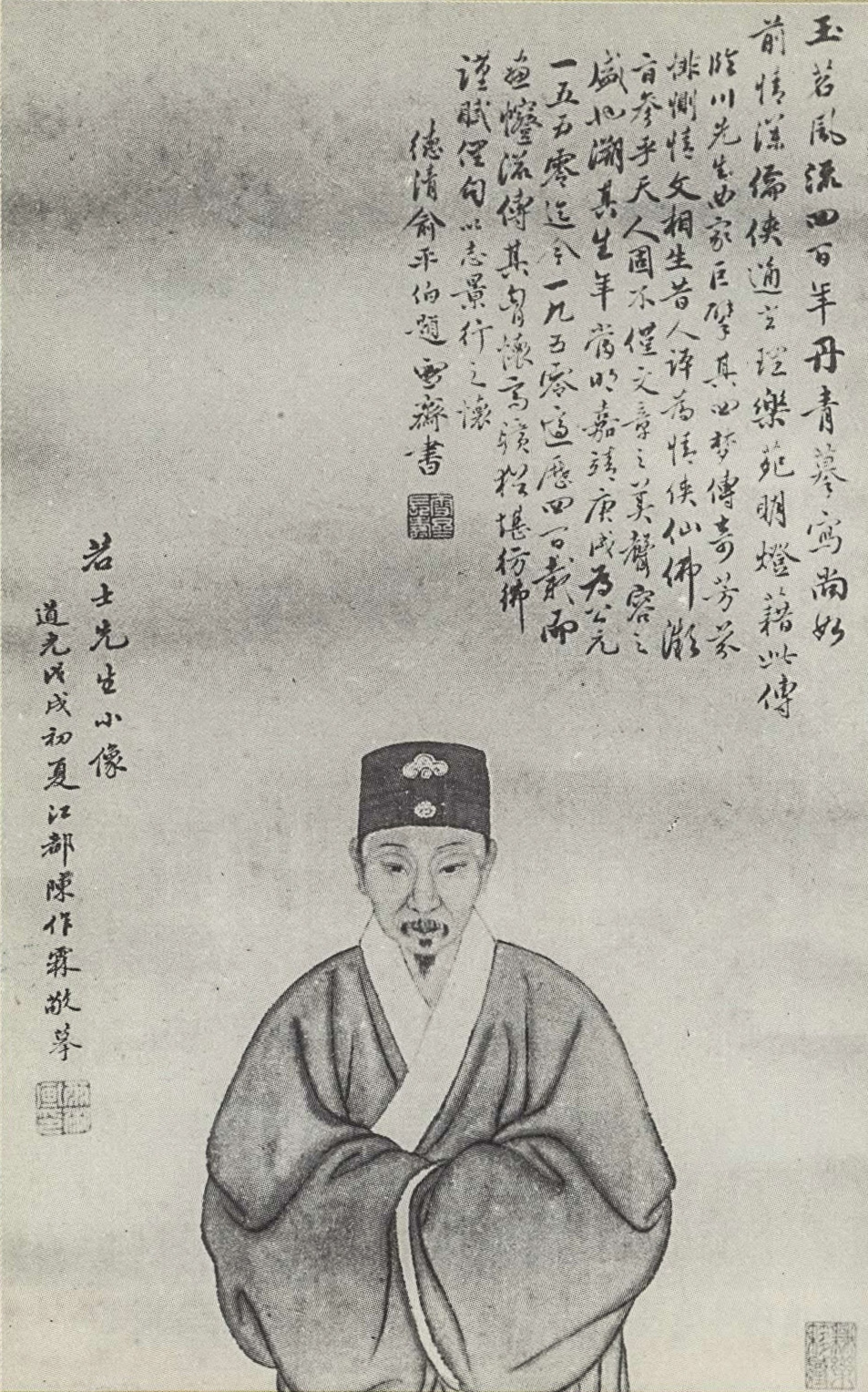
Retrato do dramaturgo Tang Xianzu

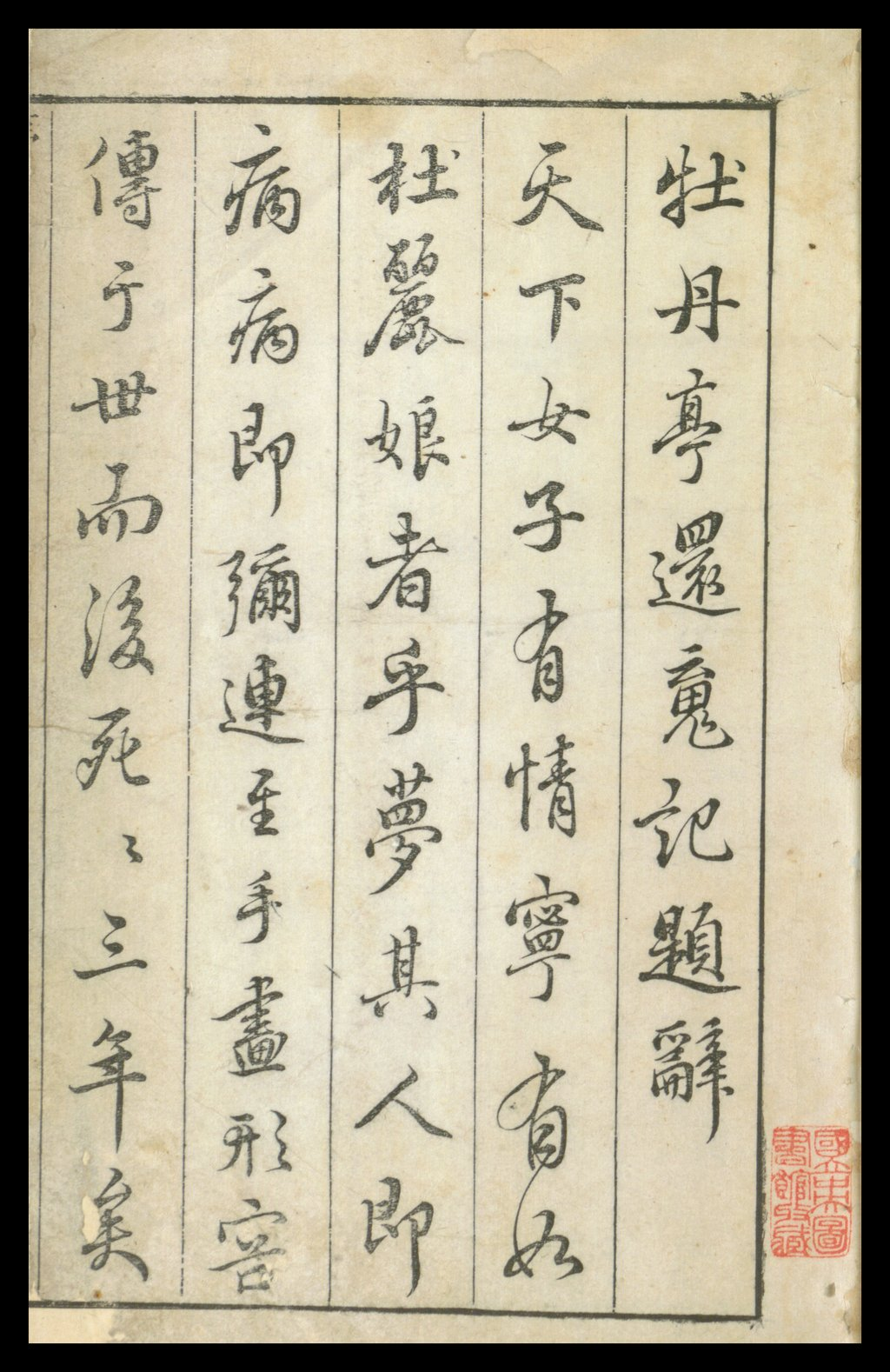
A primeira página do prefácio de Tang Xianzu para O Retorno da Alma no Pavilhão das Peônias

O Pavilhão das Peônias (em chinês: 牡丹亭, pinyin: Mǔdān tíng), também chamada O Retorno da Alma no Pavilhão das Peônias, é uma peça de tragicomédia romântica escrita pelo dramaturgo Tang Xianzu em 1598. O enredo foi elaborado a partir do conto Du Liniang Revive por Amor e retrata uma história de amor entre Du Liniang e Liu Mengmei que supera todas as dificuldades. A peça de Tang diverge do conto por integrar elementos da dinastia Ming, apesar de se passar no Song do Sul.
A peça foi originalmente escrita para ser encenada como ópera kunqu, um dos gêneros das artes teatrais tradicionais chinesas. Foi apresentada pela primeira vez em 1598 no Pavilhão do Príncipe Teng. Seu autor, Tang Xianzu, foi um dos maiores dramaturgos e escritores da dinastia Ming, e O Pavilhão das Peônias pode ser considerado a obra-prima de maior sucesso de sua vida. É também um dos dramas da famosa coleção de Tang, Linchuan si meng ("Os Quatro Sonhos no Salão de Chá de Jade"), junto com Zichai Ji ("O Grampo Roxo"), Nanke Ji ("Um Sonho sob o Ramo Sul) e Handan Ji ("O Sonho Handan"). Tanto a peça como o seu dramaturgo obtêm grande reputação nos palcos chineses e internacionais, e o estudo de Tang Xianzu tornou-se um tema popular hoje em dia.
A peça tem um total de 55 cenas, que podem durar mais de 22 horas no palco.

## Sinopse

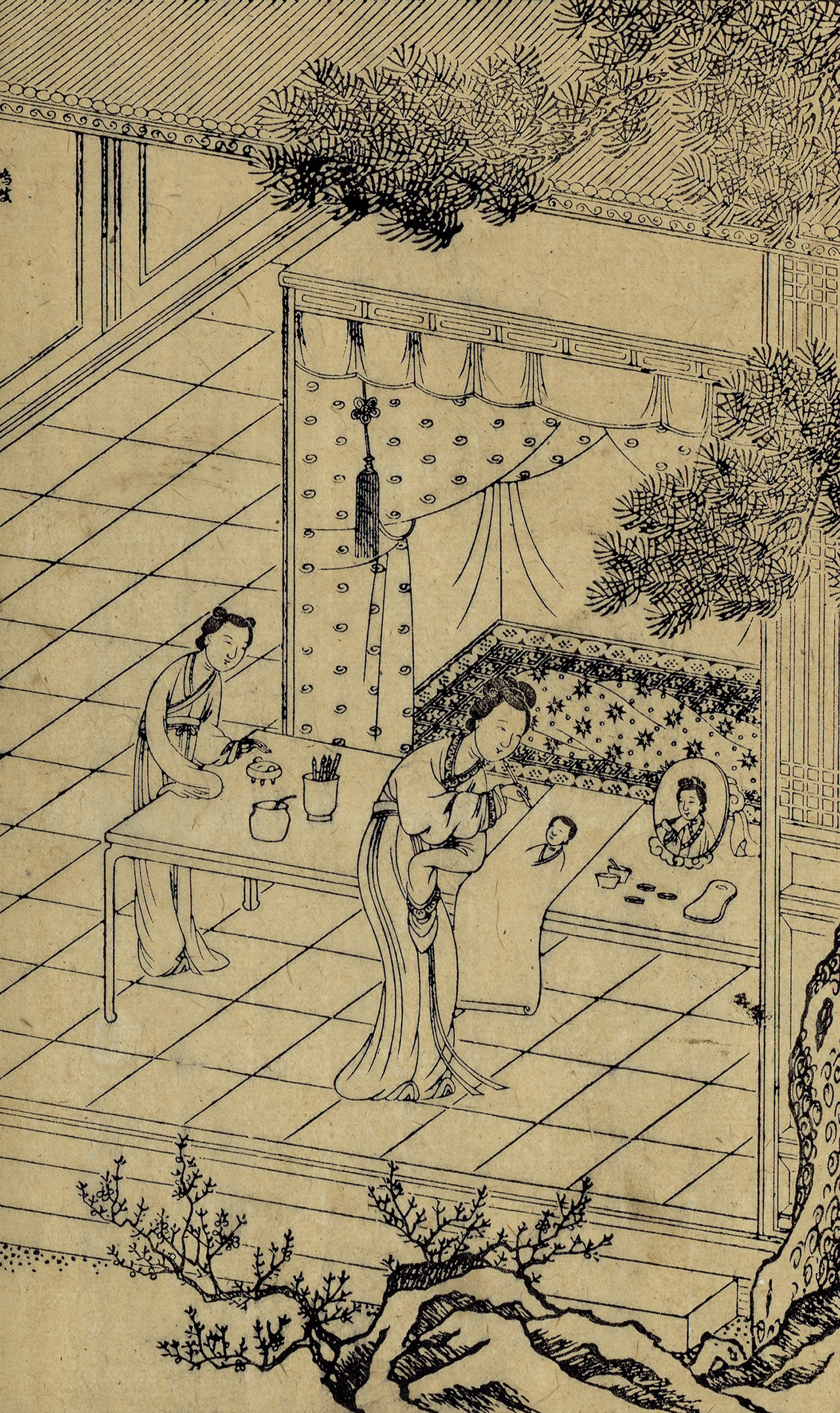
Ilustração de Du Liniang desenhando seu autorretrato, a partir de uma impressão do Salão Jiuwotang do Pavilhão das Peônias, dinastia Ming

A história se passa nos últimos dias da dinastia Song do Sul. As performances teatrais centram-se tradicionalmente no romance entre Du Liniang e Liu Mengmei, embora o texto original também contivesse subtramas relativas à defesa da dinastia Song em queda contra a agressão da dinastia Jin. O tema romântico segue o seguinte esquema.
Num belo dia de primavera, a sua empregada convence a senhorita Du Liniang, a filha de dezesseis anos de um alto funcionário, Du Bao, a dar um passeio no jardim, onde adormece e tem um sonho. Nesse sonho fatídico, Liniang encontra um jovem acadêmico (identificado mais tarde na peça como Liu Mengmei, que ela nunca conheceu na vida real). Os avanços ousados de Liu Mengmei iniciam um caso de amor apaixonado entre os dois, que floresce rapidamente. Uma pétala de flor que cai sobre Liniang a tira do sonho romântico (de acordo com seu solilóquio em um ato posterior, "Recolhendo o Sonho"). No entanto, Liniang não consegue tirar o caso de amor onírico de sua mente e sua saudade de amor rapidamente a destrói. Incapaz de se recuperar de sua fixação, Liniang morre pouco depois.
O presidente do submundo julga que o casamento entre Du Liniang e Liu Mengmei está predestinado e Liniang deve retornar ao mundo terreno. Liniang posteriormente aparece para Liu Mengmei, que agora habita o jardim onde Du Liniang teve seu sonho fatal, em seus vários sonhos. Reconhecendo que a filha falecida de Du Bao é a garota que aparece em seus sonhos, Liu concorda em exumar o corpo de Liniang a seu pedido e trazê-la de volta à vida. Liu Mengmei então visita Du Bao para informá-lo sobre a ressurreição de sua filha, bem como sobre seu relacionamento. O incrédulo e furioso Du Bao joga Liu Mengmei na prisão por ser um ladrão de túmulos e um impostor.
O final da história segue a fórmula de muitos dramas chineses populares. Liu Mengmei escapa por pouco da morte por tortura graças à chegada dos resultados do exame imperial no qual Liu provou ser de grande talento e valor. O imperador perdoa e entrega recompensas a todos.
Na primeira cena, há um discurso introdutório de quatro frases que resume sucintamente o enredo principal:

Du Liniang desenha um retrato fiel à vida;

Chen Zuiliang traz a paz mais uma vez;
Liu Mengmei se encontra com sua esposa ressuscitada;

Du Bao dá tortura a seu genro.

## Tradução
- A versão ocidental mais antiga está em alemão - uma tradução selecionada e uma introdução à obra, publicada em um artigo escrito por Xu Daolin (Hsu Dau-lin) em 1929.[3]
- Uma tradução alemã completa por Vincenz Hundhausen foi publicada em 1937.[4]
- A última tradução francesa completa de O Pavilhão das Peônias, traduzida por André Lévy, foi publicada em 2000.
- Principais traduções completas em inglês:

1. The Peony Pavilion, traduzido por Cyril Birch (1980)
2. The Peony Pavilion, traduzido por Zhang Guangqian (1994)
3. The Peony Pavilion, traduzido por Wang Rongpei (2000)
4. The Peony Pavilion, traduzido por Xiaoping Yen (2000)